# Hesperioidea
Super-famille
Familles de rang inférieur
- Hesperiidae

Les Hesperioidea sont une ancienne super-famille de lépidoptères, qui a été synonymisée avec celle des Papilionoidea.

## Historique
La super-famille des Hesperioidea était traditionnellement constituée d'une unique famille, celle des Hesperiidae. Certains auteurs y ajoutaient une famille appelée Megathymidae, aujourd'hui abandonnée et incluse dans les Hesperiidae. 
Cependant, les progrès de la phylogénie moléculaire au début du XXIe siècle ont remis en question la position des Hesperiidae : des études récentes, ont en effet montré qu'elle doit être intégrée à la super-famille des Papilionoidea. Dès lors, la super-famille des Hesperioidea n'a plus lieu d'être.